# 最后订购日期

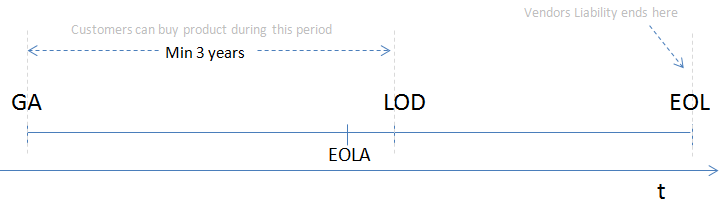
產品生命週期的里程碑：一般可用（GA）、產品壽命結束公告（EOLA）、最後訂購日期（LOD）和產品壽命結束（EOL）

最后订购日期（last order date，簡稱LOD，也有稱為late time buy，簡稱LTB）是客戶可以訂購產品的最後日期。在最后订购日期之後，產品會停止其主要的販售和支持。而產品服務則依會依產品而定。
一般供應商在產品壽命結束前會發出產品壽命結束公告（英語：End-of-life announcement，縮寫EOLA），之後的一段時間為最後訂購日期，最長可到90天。客戶可以依照所估計的製造需求或是備件需求，在最後訂購日期之前下單。
最后订购日期是產品生命週期的一部份，在JEDEC標準中有提及。
依照J-STD-048标准，最后订购日期是在產品壽命結束公告之後的六個月，而最后出货时间（Last Time Ship）則是產品壽命結束公告之後的十二個月。